# Gråvit tangara
Gråvit tangara (Tangara inornata) är en fågel i familjen tangaror inom ordningen tättingar.

## Utseende och läte
Gråvit tangara är en enfärgat grå tangara med svarta vingar och mörk ögonmas. På skuldran har den en glittrande purpurblå fläck, men denna är svår att se. Arten liknar mest palmtangaran, men är grå snarare än olivgrön. Den saknar också palmtangarans ljusa fläck på handpennornas bas. Den kan också förväxlas med blågrå tangara i dåligt ljus, men gråvita tangarans mörka vingar är mer kontrasterande. Könen är lika.

## Utbredning och systematik
Gråvit tangara delas in i tre underarter:
- Tangara inornata rava – förekommer i karibiska låglandet i sydöstra Costa Rica och västra Panama
- Tangara inornata languens – förekommer i tropiska östra Panama och nordvästligaste Colombia
- Tangara inornata inornata — förekommer i norra Colombia (utom i nedre Cauca, mellersta Magdalenadalen)

## Levnadssätt
Gråvit tangara hittas i öppna skogsmiljöer som skogsbryn och buskig ungskog. Den ses i par eller småflockar.

## Status
Arten har ett stort utbredningsområde och beståndet anses stabilt. Internationella naturvårdsunionen IUCN listar den därför som livskraftig (LC). Beståndet uppskattas till i storleksordningen en halv miljon till fem miljoner vuxna individer.